# Премія Гердера
Премія Гердера — культурна премія названа на честь Йоганна-Готфріда Гердера, яка надавалася від 1964 до 2006 року культурним діячам зі східної та південної Європи, які зробили вклад у збереження та збільшення європейської культурної спадщини. Важливим мав бути внесок лауреата в галузі мистецтв або гуманітарних наук. Премія надавалася у Віденському університеті Фундацією Альфреда Тьопфера. Премію вручав Президент Австрії. Розмір премії становив 15000 євро. З премією була пов'язана також стипендія, яка оплачувала один навчання у Відні молодого перспективного кандидата за пропозицією лауреата нагороди. Попередницеєю Премії Гердера була Премія Йоганна-Готфріда Гердера, яка надавалася у 1936–1944 рр. німецькомовним письменникам та науковцям з ненімецькомовних країн і вручалася у Кенігсберзькому університеті. 2007 року фонди Премії Гердера були об'єднані з іншим фондом для створення Європейської культурної премії у 75000 євро для підтримки молодих європейських митців.

## Лауреати
| Рік  | Лауреат                  | Національність                                     | Фах                                       |
| ---- | ------------------------ | -------------------------------------------------- | ----------------------------------------- |
| 1964 | Ян Котт                  | Польща                                             | театральний критик                        |
| 1965 | Тудор Аргезі             | Румунія                                            | письменник                                |
| 1965 | Ласло Немет              | Угорщина                                           | письменник                                |
| 1966 | Ян Ціккер                | Словаччина                                         | композитор                                |
| 1967 | Вітольд Лютославський    | Польща                                             | композитор                                |
| 1967 | Міхай Поп                | Румунія                                            | етнолог                                   |
| 1967 | Владімір Компанек        | Словаччина                                         | скульптор                                 |
| 1968 | Лайош Ваєр               | Угорщина                                           | історик мистецтва                         |
| 1968 | Роман Інгарден           | Польща                                             | філософ                                   |
| 1968 | Мирослав Крлежа          | Хорватія                                           | письменник                                |
| 1969 | Панчо Владіґеров         | Болгарія                                           | композитор, педагог та піаніст            |
| 1970 | Цеко Торбов              | Болгарія                                           | філософ, юрист та перекладач              |
| 1970 | Д'юла Ієш                | Угорщина                                           | поет та романист                          |
| 1970 | Золтан Франйо            | Румунія                                            | поет та перекладач                        |
| 1971 | Захарія Станку           | Румунія                                            | письменник                                |
| 1972 | Д'юла Ортутай            | Угорщина                                           | етнограф                                  |
| 1972 | Віргіл Ваташяну          | Румунія                                            | історик мистецтва                         |
| 1972 | Атанас Далчев            | Болгарія                                           | поет, критик та перекладач                |
| 1973 | Збіґнєв Герберт          | Польща                                             | поет, есеїст та мораліст                  |
| 1974 | Іван Дуйчев              | Болгарія                                           | історик, дослідник середньовіччя          |
| 1975 | Нікіта Стенеску          | Румунія                                            | поет                                      |
| 1975 | Габор Презіш             | Угорщина                                           | архітектор                                |
| 1976 | Дешо Керештури           | Угорщина                                           | письменник, поет                          |
| 1976 | Марін Големінов          | Болгарія                                           | композитор та диригент                    |
| 1977 | Еуджен Барбу             | Румунія                                            | романист, драматург та журналіст          |
| 1977 | Кшиштоф Пендерецький     | Польща                                             | композитор                                |
| 1978 | Бела Гунда               | Угорщина                                           | етнограф                                  |
| 1979 | Ференц Фаркаш            | Угорщина                                           | композитор                                |
| 1979 | Атанас Натев             | Болгарія                                           | філософ                                   |
| 1980 | Еміл Кондурачі           | Румунія                                            | академік, історик                         |
| 1980 | Вера Мутафчієва          | Болгарія                                           | письменник та історик                     |
| 1981 | Шандор Чоорі             | Угорщина                                           | поет, письменник                          |
| 1982 | Ана Бландіана            | Румунія                                            | поет, есеїст та політик                   |
| 1982 | Імре Варга               | Угорщина                                           | скульптор                                 |
| 1983 | Владислав Бартошевський  | Польща                                             | історик та політик                        |
| 1983 | Йозеф Янкович            | Словаччина                                         | скульптор                                 |
| 1983 | Дьордь Конрад            | Угорщина                                           | романист та есеїст                        |
| 1983 | Адріан Маріно            | Румунія                                            | літературний критик                       |
| 1983 | Стоймен Стоілов          | Болгарія                                           | художник                                  |
| 1984 | Константин Лучачі        | Румунія                                            | скульптор                                 |
| 1984 | Кшиштоф Меєр             | Польща                                             | композитор                                |
| 1985 | Адріан Маріно            | Румунія                                            | літературний критик, історик та теоретик  |
| 1986 | Текла Дьомотьор          | Угорщина                                           | письменник                                |
| 1986 | Анатоль Віеру            | Румунія                                            | композитор                                |
| 1987 | Йозеф Уйфалуссі          | Угорщина                                           | естет                                     |
| 1988 | Ана Бландіана            | Румунія                                            | поет                                      |
| 1988 | Зое Думітреску Бусуленга | Румунія                                            | історик літератури та критик              |
| 1988 | Константин Ноіка         | Румунія                                            | філософ та есеїст                         |
| 1988 | Дьордь Дьорффі           | Угорщина                                           | історик                                   |
| 1989 | Ніколай Генчев           | Болгарія                                           | історик                                   |
| 1990 | Деян Медакович           | Сербія                                             | історик мистецтва та поет                 |
| 1990 | Андрас Візкелети         | Угорщина                                           | філолог                                   |
| 1991 | Марин Сореску            | Румунія                                            | поет, драматург та романист               |
| 1991 | Стоімен Стоілов          | Болгарія                                           | художник                                  |
| 1992 | Змага Кумер              | Словенія                                           | музиколог, славіст та дослідник фольклору |
| 1994 | Шандор Каняді            | Угорщина                                           | поет                                      |
| 1994 | Зіґмас Зінкявічюс        | Литва                                              | лінгвіст та історик                       |
| 1995 | Віслава Шимборська       | Польща                                             | поет, есеїст та перекладач                |
| 1995 | Яан Ундуск               | Естонія                                            | письменник та літературний критик         |
| 1995 | Мірко Ковач              | Хорватія, Сербія, Чорногорія, Боснія і Герцеговина | письменник                                |
| 1996 | Константин Ілієв         | Болгарія                                           | драматург                                 |
| 1996 | Петеріс Васкс            | Латвія                                             | композитор                                |
| 1997 | Богдан Богданович        | Сербія                                             | архітектор                                |
| 1997 | Ференц Гланц             | Угорщина                                           | академік, професор                        |
| 1997 | Яан Кросс                | Естонія                                            | письменник                                |
| 1998 | Імре Бак                 | Угорщина                                           | художник                                  |
| 1998 | Андрей Корбеа Хойшіе     | Румунія                                            | філолог                                   |
| 1999 | Мірче Дінеску            | Румунія                                            | поет, редактор та дисидент                |
| 1999 | Іштван Фрід              | Угорщина                                           | дослідник літератури                      |
| 1999 | Світлана Алексієвич      | Білорусь                                           | дослідник-журналіст                       |
| 2000 | Імре Кертес              | Угорщина                                           | письменник                                |
| 2000 | Мілан Кундера            | Чехія                                              | письменник                                |
| 2000 | Нікола Георгієв          | Болгарія                                           | літературний історик, професор            |
| 2000 | Арво Пярт                | Естонія                                            | композитор                                |
| 2001 | Юрій Андрухович          | Україна                                            | письменник                                |
| 2001 | Янез Бернік              | Словенія                                           | художник                                  |
| 2001 | Янош Бьогьон'єй          | Угорщина                                           | архітектор                                |
| 2001 | Марек Копелент           | Чехія                                              | композитор                                |
| 2002 | Петер Естергазі          | Угорщина                                           | письменник                                |
| 2003 | Драґо Янчар              | Словенія                                           | романист та драматург                     |
| 2003 | Васіл Гюзелев            | Болгарія                                           | історик, професор                         |
| 2003 | Кароль Мангерц           | Угорщина                                           | германіст, лінгвіст, професор             |
| 2003 | Ана Марія Захаріаде      | Румунія                                            | архітектор                                |
| 2004 | Теодор Антоніоу          | Греція                                             | композитор та диригент                    |
| 2004 | Ева Поцс                 | Угорщина                                           | етнограф                                  |
| 2005 | Кароль Клімо             | Угорщина                                           | художник                                  |
| 2005 | Ганна Краль              | Польща                                             | журналіст та письменник                   |
| 2005 | Прімож Курет             | Словенія                                           | історик та музиколог                      |
| 2005 | Їжи Кутан                | Чехія                                              | історик та історик мистецтва              |
| 2005 | Андрей Марга             | Румунія                                            | професор, філософ                         |
| 2005 | Еймунтас Някрошюс        | Литва                                              | театральний режисер                       |
| 2005 | Крешимир Немець          | Хорватія                                           | літературний критик                       |
| 2006 | Влодзімеж Бородзей       | Польща                                             | історик                                   |
| 2006 | Нікос Гадзініколау       | Греція                                             | історик мистецтва                         |
| 2006 | Габріела Кіліанова       | Словаччина                                         | етнолог                                   |
| 2006 | Ене Мігкельсон           | Естонія                                            | письменник                                |
| 2006 | Войтех Равнікар          | Словенія                                           | архітектор, професор                      |